# Story of My Life
"Story of My Life" er en sang af den irske singer-songwriter Lesley Roy. Sangen repræsenterer Irland ved Eurovision Song Contest 2020.